# يزيد صايغ
يزيد صايغ، مواليد عام 1955، زميل أول وباحث رئيسي في مركز كارنيغي للشرق الأوسط في بيروت. كان أستاذاً سابقاً لدراسات الشرق الأوسط في قسم الدراسات الحربية في كلية لندن الملكية، وعضو المجلس الأكاديمي في مركز الخليج للأبحاث، وعضو مجلس الأمناء في المركز الفلسطيني للبحوث السياسية والمسحية في رام الله
في الفترة من 1994 حتى 2003، كان مساعد مدير الدراسات في مركز الدراسات الدولية في جامعة كامبريدج. كما ترأس برنامج بحوث الشرق الأوسط في المعهد الدولي للدراسات الإستراتيجية (IISS) في لندن بين عامي 1998 و2003. كان يزيد الصايغ أحد المفاوضين السابقين في محادثات السلام التي جرت بين منظمة التحرير الفلسطينية وإسرائيل حول قطاع غزة وأريحا (اتفاقية القاهرة) والتي جرت في الرابع من أيار (مايو) 1994. ترأس الوفد الفلسطيني المشارك في الفريق متعدد الأطراف للحد من التسلح والأمن الإقليمي (1992-1994)، وكان باحثاً وزميل بحث في كلية سانت أنتوني في أكسفورد (1990-1994)
في الفترة من 2005 و2006، كان الصايغ أستاذاً زائراً في كلية الدراسات السياسية والإدارة العامة في الجامعة الأميركية في بيروت.
يتركّز عمله على قضايا عدة من أبرزها الأزمة السورية، والدور السياسي للجيوش العربية، وتحوّل قطاع الأمن في المراحل الانتقالية العربية، إضافة إلى إعادة إنتاج السلطوية، والصراع الإسرائيلي-الفلسطيني، وعملية السلام المرتبطة به.

## السيرة
ولد يوسف صايغ، والد يزيد الصايغ، (1916-2004) في بصة، فلسطين قبل بدء الانتداب البريطاني على فلسطين. ووالدته هي روزماري صايغ.
حصل يزيد على درجة البكالوريوس في الكيمياء من الجامعة الأمريكية في بيروت، وعلى درجة الدكتوراة في الدراسات الحربية من كلية لندن الملكية. كما أجرى بحثاً في مركز دايان في جامعة تل أبيب. ويتحدث اللغات العربية والإنجليزية والفرنسية.

## آراؤه
في مقال له سنة 2016، جادل يزيد صايغ بأن تجربة الدول العربية تؤكد أن «المقاربات التكنوقراطية في ما يتعلق بإصلاح قطاع الأمن عاجزة عن تحقيق الغرض، لأن التركيز على ترقية ورفع مستوى المهارات الغنية والقدرات العملياتية، في غياب تحسين حوكمة الأجهزة الأمنية، يُمكن تقويضه بسهولة من قِبل تحالفات مناهضة للإصلاح، وهو ما يعزز في النهاية استمرار أنماط رجعية من السلوك». ويرى صايغ أنه على الرغم من أن «إضفاء الطابع الرسمي على عمل الشرطة وحل المنازعات على أساس العشيرة أو الطائفة أو الهوية الإثنية -كما هو الحال لدى الميليشيات الثورية في ليبيا، أو ميليشيات الحشد الشعبي الشيعية أو الحشد العشائري السني في العراق، أو الميليشيات الحزبية الطائفية في لبنان- من شأنه أن يكون ضارا بتماسك الدولة ووحدتها»، إلا أنه يرى أن «التركيز في الماضي على القطاعات الأمنية التي تُدار مركزيا جعلها أصولا بالغة الأهمية في المنافسات السياسية، ما مكنها من الإفلات من الرقابة والاستفادة من الحصانة القانونية بحكم الأمر الواقع».

## منشورات
من مؤلفاته المنشورة والتي تشمل العديد من الكتب والمقالات:

### بالعربية
- الكفاح المسلح والبحث عن الدولة: الحركة الوطنية الفلسطينية 1949-1993 (1997)؛ ISBN 0-19-829265-1[13]
- العالم الثالث ما بعد الحرب الباردة: الاستمرارية والتغيير، تأليف: لويز لاسترينج فاوست، يزيد صايغ. منشورات مطبعة جامعة أكسفورد، 1999 ISBN 0-19-829551-0
- الحرب الباردة والشرق الأوسط ليزيد صايغ، أفي شلايم مشاركة من يزيد صايغ، أفي شلايم منشورات مطبعة جامعة أكسفورد، 1997 ISBN 0-19-829099-3
- الفلسطينيون في الحرب الباردة، دائرة التحليل الإستراتيجي، مركز البحوث والدراسات الفلسطينية، نابلس، 1997.[14]
- الأسلحة الفردية، المؤسسة العربية للدراسات والنشر، 1986.[15]
- الاسلحة المدفعية: في الشرق الأوسط، المؤسسة العربية للدراسات والنشر، 1986.[16]
- تقوية مؤسسات السلطة الفلسطينية، مجلس العلاقات الخارجية.[17]
- إصلاح مؤسسات السلطة الوطنية الفلسطينية: التقرير الختامي : تقرير فريق العمل المستقل لتقوية مؤسسات السلطة الفلسطينية، المركز الفلسطيني للبحوث السياسية والمسحية، رام الله، 2006.[18]
- في سياق خارطة الطريق وفك الارتباط: اعتبارات التخطيط لتدخل دولي في الصراع الفلسطيني - الاسرائيلي : تقارير ورشات عمل منتدى الخبراء، دائرة التحليل الاسراتيجي، المركز الفلسطيني للبحوث السياسية والمسحية، رام الله، 2005.[19]
- الأردن وفلسطينيون: دراسة في وحدة المصير، أو الصراع الحتمي، لندن، 1987.[20]
- الصناعة العسكرية العربية، مركز دراسات الوحدة العربية، 1992.[21]
- رفض الهزيمة: بدايات العمل المسلّح في الضفّة والقطاع، 1967، مؤسسة الدراسات الفلسطينية، 1992.[22]
- المجمّع العسكري - الصّناعي في إسرائيل: دراسة استطلاعية، مؤسسة الدراسات الفلسطينية (مراجعة وتقديم)[23]
- العولمة الناقصة، التفكك الإقليمي والليبرالية السلطوية في الشرق الأوسط، مركز الإمارات للدراسات والبحوث الاستراتيجية، 2000.[24]
- الحرب تجهيزاً وتمويناً الشؤون اللوجستية من واللنشتاين إلى باتون، المؤسسة العربية، ترجمة، 1984.[25]
- الثابت والمتغير في الإستراتيجية الإسرائيلية (تقديم)، وكالة المنار للصحافة والنشر، 1986.[26]
- القيادة في الحرب (ترجمة)، المؤسسة العربية للدراسات والنشر، 1989.[27]
- معضلات الإصلاح: ضبط الأمن في المراحل الانتقالية في الدول العربية، مؤسسة كارنيغي للسلام الدولي، 2016.[28]
- الاقتصاد العربي: انجازات الماضي واحتمالات المستقبل، دار الطليعة للطباعة والنشر، 1983.[29]
- عناصر القوة القتالية: أداء الجيشين الألماني والأمريكي خلال الحرب العالمية الثانية 1939-1945، ترجمة.[30]
- التجربة العسكرية الفلسطينية المعاصرة، حركة التحرير الوطني الفلسطيني "فتح"، الشؤون الفكرية والدراسات، 1994.[31]
- بناء الدولة أم ضبط المجتمع؟ القطاع الأمني الفلسطيني والتحول السلطوي في الضفة الغربية وقطاع غزة، مؤسسة كارنيغي للسلام الدولي، 2011.[32]
- ترميم النوافذ المتكسرة إصلاح قطاع الأمن في فلسطين ولبنان واليمن، مؤسسة كارنيغي للسلام الدولي، 2009.[33]
- الاجتياح الإسرائيلي للبنان، 1982: دراسات سياسيّة وعسكريّة، مؤسسة الدراسات الفلسطينية، 1984.[34]
- الصناعة العسكرية في البلدان العربية الأخرى: الجزائر، 1992.[35]
- باكستان: الدولة والمجتمع و الإسلام، مؤسسة الأبحاث العربية، ترجمة، 1986.[36]
- الثابت والمتغير: في الاستراتيجية الإسرائيلية (تقديم)، المنار للصحافة والنشر المحدودة، 1986.[37]
- مراجعة كتاب: الانتفاضة الفلسطينية: حرب بوسائل أخرى. مجلة الدراسات الفلسطينية. ع. 13 (كانون الأول 1993)، ص. 184-185[38]
- مراجعة كتاب: الأقلية العربية في إسرائيل 1967-1991، مجلة الدراسات الفلسطينية. ع. 19 (حزيران 1994)، ص ص. 208-210[39]
- مراجعة كتاب: الدور المتغير للجبهة الشعبية لتحرير فلسطين في الشرق الأوسط، مجلة الدراسات الفلسطينية. ع. 32 ( أيلول 1997 )، ص ص. 163-166[40]
- جيش التحرير الفلسطيني : تحديات مرحلة التكوين 164-1967، مجلة الدراسات الفلسطينية. ع. 35(حزيران 1998)، ص ص. 23-48[41]
- الأمن الإقليمي العربي بعد حرب الخليج، مجلة الدراسات الفلسطينية. ع. 6 (آذار 1991)، ص ص. 1-16[42]
- الكفاح المسلح: وتكوين الدولة الفلسطينية، مجلة الدراسات الفلسطينية. ع. 32 ( أيلول 1997)، ص ص. 10-29[43]
- إعادة تعريف الأساسيات: السيادة والأمن بالنسبة إلى الدولة الفلسطينية، مجلة الدراسات الفلسطينية. ع. 22 (آذار 1995)، ص ص. 1-19[44]
- بين الجهوزية والمفاجأة: الاستعدادات الفلسطينية لحرب 1982، مجلة الدراسات الفلسطينية. ع. 11 (حزيران 1992)، ص ص. 43-63[45]
- مراجعة كتاب: حروب الحدود الإسرائيلية 1949-1956 /مجلة الدراسات الفلسطينية. ع. 18 (آذار 1994)، ص ص. 1-4[46]
- مراجعة كتاب: ثورة حتى النصر؟ سياسة وتاريخ منظمة التحرير الفلسطينية /مجلة الدراسات الفلسطينية. ع. 22 (آذار 1995)، ص ص. 1-4[47]
- مراجعة كتاب : حروب إسرائيل السرية : القصة غير المحكمية للاستخبارات الإسرائيلية /مجلة الدراسات الفلسطينية. ع. 10(آذار 1992)، ص ص. 162-163[48]
- مراجعة كتاب: الملجأ والبقاء في قيد الحياة : منظمة التحرير الفلسطينية في لبنان /مجلة الدراسات الفلسطينية. ع. 9 (كانون الأول 1992)، ص ص. 175-176[49]
- منظمة التحرير الفلسطينية والكفاح المسلح.[50]
- سياسات النفط العربية في السبعينات: الفرصة والمسؤولية /بيروت : المؤسسة العربية للدراسات والنشر، 1983[51]

### بالإنجليزية
- Owners of the Republic : an anatomy of Egypt's military economy[52]
- Above the state : the officers' republic in Egypt[53]
- Missed opportunity the politics of police reform in Egypt and Tunisia[54]
- One year on the challenges of democratic transition in the wake of the Arab uprisings[55]
- The Third World beyond the Cold War : continuity and change[56]
- Confronting the 1990s : security in the developing countries[57]
- ساهم بفصل في Military capacity and the risk of war : China, India, Pakistan, and Iran[58]
- ساهم بفصل في Non-conventional-weapons proliferation in the Middle East : tackling the spread of nuclear, chemical, and biological capabilities[59]
- ساهم بفصل في Strategic coercion : concepts and cases[60]
- Crumbling states : security sector reform in Libya and Yemen[61]
- ساهم بفصل في The Many faces of national security in the Arab world[62]
- ساهم بفصل في Sectarianization : mapping the new politics of the Middle East[63]
- Arab fractures : citizens, states, and social contracts[64]
- ساهم بفصل في Democratisation in the Middle East : dilemmas and perspectives[65]
- Rule of Law in the Arab World, Volume 6.[66]
- The Syrian opposition's leadership problem[67]
- "We serve the people" : Hamas policing in Gaza[68]
- Civil Society in the Yemen.[69]
- Middle East Studies.[70]
- Secularism, Gender and the State in the Middle East : The Egyptian Women's Movement.[71]
- ساهم بفصل في Warfare in the Middle East since 1945[72]
- ساهم بفصل في The PLO and Israel : from armed conflict to political solution, 1964-1994[73]
- ساهم بفصل في War, institutions, and social change in the Middle East[74]
- ساهم بفصل في Politics and the economy in Jordan[75]
- Security sector reform in the Arab region : challenges to developing an indigenous agenda[76]
- Palestinian military performance in the 1982 war[77]
- Britain and the Politics of Modernization in the Middle East, 1945-1958.
- Transatlantic perspectives on the broader Middle East and North Africa : where are we? where do we go from here?.[78]
- EU global strategy : expert opinion[79]
- ساهم بفصل في Crescent of Crisis : U.S.-European Strategy for the Greater Middle East[80]
- ساهم بفصل في National threat perceptions in the Middle East[81]
- A political minefield by Yezid Sayigh[82]

- Intifada to the Rescue[83]
- The Watershed[84]
- Rearguard Action[85]
- Interregnum[86]
- Extending the State-in-Exile or Capturing It?[87]
- Why Palestinian Nationalism? The Social, Economic, and Political Context after 1948[88]
- Transforming Defeat into Opportunity[89]
- Introduction: A Historical Framework[90]
- Palestinians in Arab Uniform[91]
- The Road to Oslo[92]
- At the Crossroads[93]
- A Ceasefire, Not a Truce[94]
- End of a Myth[95]
- Guerrilla War in Theory and Practice[96]
- Rebirth of the Palestinian National Movement[97]
- The ‘Fakhani Republic’[98]
- Carving out the Guerrilla Sanctuary[99]
- The Lebanon War[100]
- Dual Power[101]
- Peace-building and democracy promotion in the Middle East[102]
- Arab regional security : between mechanics and politics[103]
- Struggle within, struggle without : the transformation of PLO politics since 1982[104]
- Inducing a Failed State in Palestine[105]
- Putting the Israeli-Palestinian peace process back on track[106]
- Redefining the basics : sovereignty and security of the Palestine State[107]
- The intifadah continues : legacy, dynamics and challenges[108]
- Arafat and the anatomy of a revolt[109]
- The arab region at tipping point : why sectarianism fails to explain the turmoil[110]
- A Cooperative Approach to Arab-Israeli Security[111]
- Domestic politics and external challenges in the Middle East.[112]
- Whither the PLO?: The PLO After the Lebanon War, by Emile F. Sahliyeh[113]

## وصلات خارجية
- مقالات رأي في راقب
- مقالاته في الجزيرة